# Пльохово (Курська область)
Пльохово — село в Суджанському районі Курської області. Адміністративний центр Плеховської сільради. 10 серпня населений пункт перейшов під контроль ЗСУ в ході українського вторгнення в Курську область.

## Географія
Село знаходиться на річці Псел, за 2,5 км від російсько-українського кордону, за 93 км на південний захід від Курська, за 11 км на південний схід від районного центру — міста Суджа.
Вулиці
Абзал, Басовка, Гребенівка, Думновка, Загороддя 1-ше, Загороддя 2-ге, Загороддя 3-тє, Королівка, Нова, Околиця, Поромська, План, Толкачівка, Харенівка, Хутір.
Клімат
Пльохово, як і весь район, розташоване в поясі помірно континентального клімату з теплим літом і відносно теплою зимою (Dfb в класифікації Кеппена).

## Інфраструктура
Особисте підсобне господарство. Будинок культури. Сільська адміністрація. У селі 497 будинків.

## Транспорт
Пльохово знаходиться в 13,5 км від автодороги регіонального значення 38К-004 (Дьяконово — Суджа — кордон із Україною, за 5,5 км від автодороги 38К-028 (Обоянь — Суджа), на автодорозі міжмуніципального значення 38Н-515 (38К-028 — Махновка — Пльохово — Уланка), за 6,5 км від автодороги 38Н-029 (Борки — Спальне), в 9 км від найближчого залізничного зупинного пункту Конопельки (лінія Льгов I — Підкосильов). Зупинка громадського транспорту.
У 102 км від аеропорту імені В. Г. Шухова (недалеко від Бєлгорода).

## Бої
У грудні 2024 українські війська відбивали атаки солдат КНДР під Пльохово.